# 飛龍 (空母)
飛龍（ひりゅう/ひりう）は、大日本帝国海軍の航空母艦。1942年（昭和17年）6月、ミッドウェー海戦にて沈没した。

## 特徴
昭和9年度海軍軍備補充計画（通称・②計画）で建造された中型空母である。当初は蒼龍の同型艦として計画・建造されていた。だが軍縮条約破棄により設計の自由度が増したため、飛行甲板幅を1m広げ艦幅を若干太くし、さらに第四艦隊事件による船体構造溶接化の破棄、凌波性向上のため艦首1m・艦尾40cm乾舷を高めるなど蒼龍とは違う図面で建造された空母となった。基本計画番号G10。当時、諸外国には、少なめに見積もった数値(基準排水量1万トン、全長209.84m、最大幅20.84m)を通告している。
特徴としては改装後の赤城同様、左舷中央に島型艦橋を配置していることである。これについては、1935年（昭和10年）に海軍航空本部長から艦政本部長あての『航空母艦艤装に関する件照会』で定められた「赤城の大改装および、飛龍以後の新造艦からはできるかぎり艦橋と煙突はそれぞれ両舷に分けて設置し、煙突は艦後方、艦橋は艦の中央付近に設置する」に従っている。左舷中央に艦橋を設置する利点として、滑走距離が長い艦載機にとって発艦時に艦橋が障害となりにくい、重量が煙突と左右均等に振り分けられ設計上有利となる、飛行甲板上の作業指揮がとりやすい、士官居住区から艦橋への通行がしやすくなる、格納庫の形状が良好となる、といった点が挙げられていた。しかし左舷艦橋は、プロペラの回転方向の関係から左へ流れやすいレシプロ機の着艦時に障害となることが赤城の運用で判明し、のちの日本空母はすべて右舷艦橋とされ、建造中の翔鶴型も左舷中央から右舷前方に変更された。しかしすでに竣工間近だった飛龍だけが左舷艦橋のままとされたのである。
形状は赤城同様、前方視界確保などの理由で蒼龍より1層多い4層5甲板となっている。のみならず、艦橋の前後の長さも蒼龍より長くされたため、作戦室などが設けられており、これが1番艦の蒼龍ではなく、飛龍が第二航空戦隊の旗艦となった理由であろうと見なされている。防御面では、機関室と舵取機室は駆逐艦の5インチ砲にガソリンタンクと弾薬庫は巡洋艦の8インチ砲に耐える装甲を施しているが、飛行甲板の防御は考慮されていない。また、飛龍を含め日本空母はダメージコントロール面でも損傷時の対策への装備や設備の甘さなどが目立ち、それがミッドウェーに於ける喪失に繋がった。それ以外の点については概ね良好であり、弾火薬庫の冷却の余りを利用した艦内冷房も一部実施している。飛行甲板後端には、上空からの識別のために片仮名で「ヒ」の文字が記入された。エレベーターは3箇所あり、前方から16×12m、12×11.5m、10×11.8mである。航空機のサイズの方が大きいため、零式艦上戦闘機や九七式艦上攻撃機など、いずれも翼を折りたたみ、エレベーターに乗せられるような設計となっている。飛龍の飛行機格納庫は二層にわかれており、このエレベーターで航空機を飛行甲板に運んだ。

## 歴史

### 開戦前
1935年（昭和10年）11月22日、横須賀海軍工廠で建造予定の空母に飛龍の艦名が正式に与えられた。
1936年（昭和11年）7月8日に起工。
1937年（昭和12年）11月16日に進水。
1938年（昭和13年）8月10日、空母鳳翔艦長城島高次大佐は飛龍の艤装員長に任命される（鳳翔艦長との兼務）。12月15日、城島（鳳翔艦長）は兼務を解かれ、佐伯海軍航空隊司令竹中龍造大佐が飛龍艤装員長に任命された。
1939年（昭和14年）4月1日、竹中飛龍艤装員長は正式に飛龍初代艦長となる。
7月5日、飛龍は伏見宮博恭王臨席の元で竣工。同年11月15日、空母2隻（飛龍、蒼龍）は第11駆逐隊（初雪、白雪、吹雪）と共に戸塚道太郎少将指揮の第二航空戦隊に配属された。また同日附で、竹中（飛龍艦長）は館山海軍航空隊司令へ転任。後任の飛龍艦長は、特設水上機母艦「神川丸」艦長横川市平大佐となる。
1940年（昭和15年）4月、飛龍は第一航空戦隊と共に中国の福建省を爆撃した。
9月17日、3隻（飛龍、初雪、白雪）は呉を出港し日本軍のフランス領インドシナに対する北部仏印進駐を支援した。
10月6日、日本に戻り11日の紀元二千六百年特別観艦式に参加する。
11月1日、戸塚少将は第一航空戦隊司令官へ転任し、山口多聞少将（第一航空連合隊司令官）が第二航空戦隊司令官となる。
11月15日、横川（飛龍艦長）は翔鶴型航空母艦2番艦瑞鶴艤装員長へ転任（翌年9月25日、瑞鶴初代艦長）。後任の飛龍艦長は矢野志加三大佐となる。この時点での第二航空戦隊の旗艦は蒼龍だったが、12月9日より飛龍が旗艦となった。
1941年（昭和16年）2月3日、ベトナムとタイとの国境紛争を調停すべく南方へ進出中、蒼龍が第二十三駆逐隊の駆逐艦夕月と衝突事故を起こした。両艦とも沈没の危険はなかったが、蒼龍は佐世保に回航され、飛龍は沖縄県中城湾で待機した。その後中国沿岸封鎖作戦に参加し、艦載機が沿岸部を攻撃している。
3月12日、日本に戻る。
第二航空戦隊（飛龍、蒼龍）は第二艦隊に所属しており、日本近海に進撃してくるアメリカ艦隊を夜間雷撃によって損耗させ、その上に戦艦部隊が洋上決戦を挑む方針で訓練が進められていた。しかし、日中戦争において統一指揮下で複数の航空隊が作戦を展開した影響、小沢治三郎中将の航空兵力集中の提案、また、航空主兵を唱える山本五十六連合艦隊司令長官が開戦劈頭真珠湾攻撃で米太平洋艦隊の撃滅を主張したことで航空艦隊編成の気運が高まり、第一航空戦隊（赤城、加賀）、第二航空戦隊（飛龍、蒼龍）、第四航空戦隊（龍驤、春日丸）をもって第一航空艦隊が4月10日に新編された。
1941年7月10日、日本を出港しインドシナに対する第二次仏印進駐を支援する。この期間中、艦載機が福建省南平を爆撃した。一連の行動により日本は東南アジアに勢力を拡大したが、米英との関係は悪化の一途を辿った。
9月8日、飛龍の艦長は矢野大佐から海軍航空技術廠総務部長加来止男大佐に交代する（矢野は10月10日より第四艦隊参謀長）。
同月から鹿児島湾や有明海で真珠湾攻撃の予行演習と訓練を行う。
ドック入りした蒼龍の航空機を受け入れた際には、右舷に艦橋のある蒼龍での着艦に慣れたパイロット達が無意識に飛行甲板左に寄って着艦し、左舷にある飛龍艦橋に接触して墜落する事故も起きた。

### 太平洋戦争

#### 南方作戦

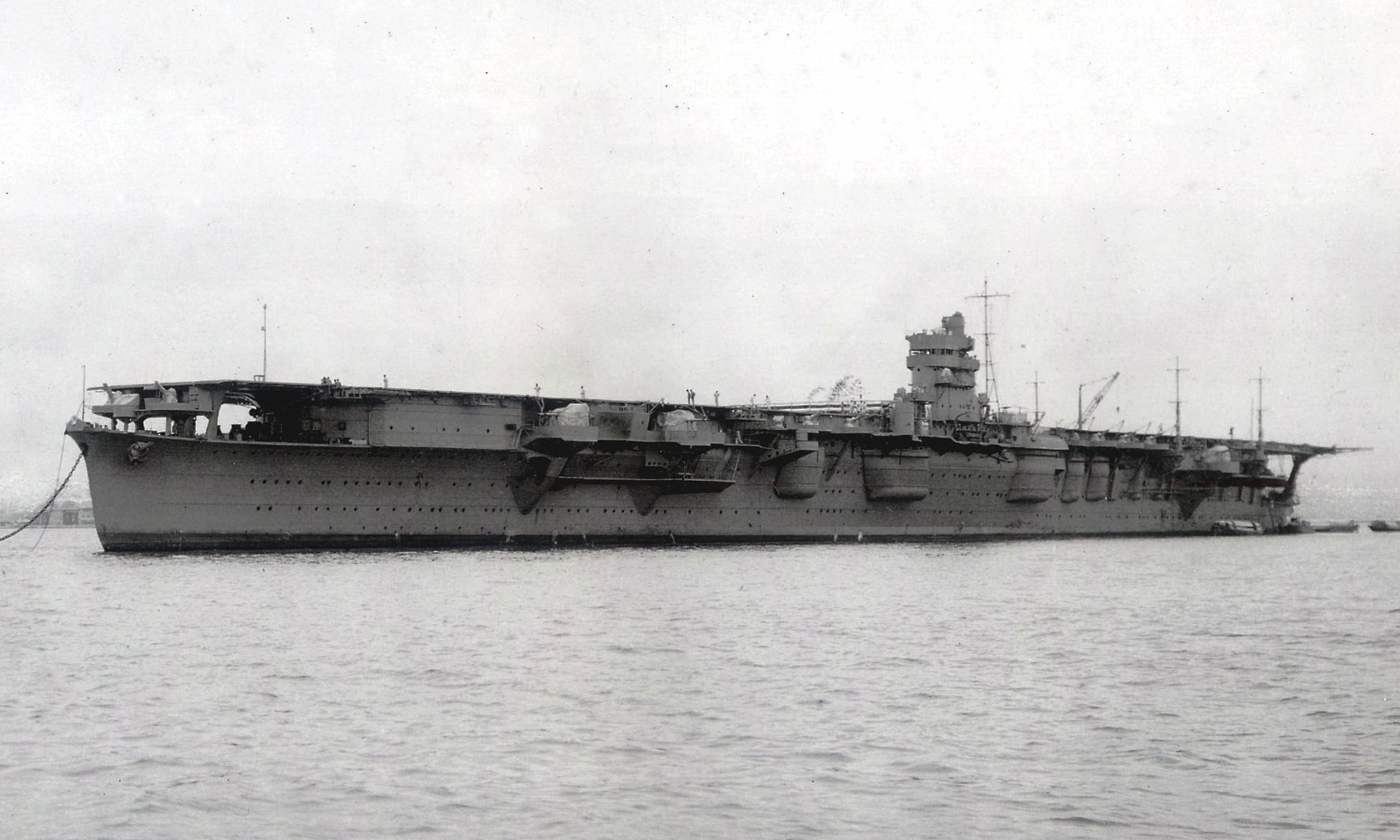
1939年7月5日、完成し、艦隊編入を待つ飛龍

##### インド洋作戦前
1941年12月、第一航空艦隊（長官は南雲忠一中将）の指揮下で太平洋戦争劈頭のハワイ作戦に参加。戦争が起きなかった場合、第二航空戦隊は空母2隻（蒼龍、飛龍）、第12駆逐隊（叢雲、東雲）で編制される予定だった。10月には本格的な準備に取りかかるため、第一航空艦隊（南雲機動部隊）所属の各戦隊指揮官、幕僚、航空母艦艦長が赤城（旗艦）へ集められ、それとは別に各飛行長、飛行隊長も同様に佐伯海軍航空隊基地にて、作戦説明が行われた。
作戦前、軍令部からの要請に応じて、赤城・蒼龍・飛龍を外し、航続力の優れた空母三隻（加賀、翔鶴、瑞鶴）に最も優秀な第一航空戦隊、第二航空戦隊を乗せて作戦を行う案が作られたが、この案を知った第二航空戦隊司令官山口多聞少将は、今まで訓練してきた人と飛行機を取られ、母艦だけ残されては部下に会わす顔がない、攻撃の後は置き去りにしてくれて構わないと反対した。結局、第一航空艦隊は最終的に空母6隻案でまとまっている。真珠湾までの道のりは燃料について問題があったが、それを解決するため軍務局の暗黙の了解を得て、南雲長官は自身の責任において軍紀違反である過剰な燃料の搭載を行い解決した。現場では重油を入れた一斗缶を通路に並べるなどして対処した。
第二航空戦隊所属の艦載機部隊は、艦上攻撃機隊32機が海軍航空隊出水基地、艦上爆撃機隊36機が海軍航空隊笠ノ原海軍航空基地を訓練基地として、そして第二航空戦隊ならび第一航空戦隊所属の艦上戦闘機隊72機は海軍航空隊佐伯基地を訓練基地として、錦江湾や志布志湾、佐伯湾で演習を行い、1941年（昭和16年）11月16日佐世保基地にいた加賀以外の第一航空艦隊(南雲機動部隊)空母5隻は佐伯湾にて艦載機部隊を各陸上基地から離陸させて着艦収容した。
その時の佐伯湾にはハワイ作戦に参加するほとんどの24隻の艦船が集まっており、翌17日午後に山本五十六連合艦隊司令長官の視察を受けた。各艦船は機動部隊としての行動をごまかすため、11月18日午前4時、警戒隊旗艦の軽巡阿武隈（警戒隊指揮官大森仙太郎第一水雷戦隊司令官座乗）と麾下駆逐艦9隻（第18駆逐隊《不知火、陽炎、霞、霰》、第17駆逐隊《谷風、浦風、浜風、磯風》、第五航空戦隊《秋雲》）が動き出したのを皮切りに、時間をずらしてバラバラに佐伯湾を離れ、艦隊が最終集結する千島列島の択捉島単冠湾を個別に目指し、飛龍は艦隊集結予定日通り11月22日に単冠湾へ入った。
11月26日、第二航空戦隊（蒼龍、飛龍）は第一航空艦隊として、第一航空戦隊（空母：赤城、加賀）、第五航空戦隊（空母：翔鶴、瑞鶴）と共に単冠湾を出港し、南雲機動部隊の一翼として艦列を連ね、一路ハワイ真珠湾へと向かった。この時の第二航空戦隊旗艦は蒼龍だった。航海中は無線が封鎖されゴミの海洋投棄も禁止されたが、山口司令官が「決死隊」であることを強調したため、食事は毎日豪勢、奇襲前夜には全員が日の丸鉢巻をしめ、機械にはしめ縄がはられた。
12月8日、真珠湾攻撃を実施。飛龍からの参加機は以下の通り。
- 第一次攻撃隊第一波

- 九七式艦攻18機（水平爆撃隊10機＝指揮官：飛行隊長楠美正少佐、雷撃隊8機＝指揮官：分隊長松村平太大尉）、零戦6機＝指揮官：分隊長岡嶋清熊大尉

- 第一次攻撃隊第二波

- 九九式艦爆18機＝指揮官：分隊長小林道雄大尉（発動機不調で引き返し不参加）、零戦9機＝指揮官：分隊長能野澄夫大尉（零戦1機、故障で引き返す）

飛龍から発進した第一波攻撃隊に未帰還機はなかったが、重傷者が1名出た。先に攻撃した第一航空戦隊の水平爆撃や雷撃によりアメリカ戦艦群が炎上したため飛龍の雷撃隊は目標視認が困難となり、小艦艇を狙った機が多かった。第二波攻撃隊は多数の被弾機を出し、九九式艦上爆撃機2機、零式艦上戦闘機1機が未帰還となった。このうち西開地重徳(一飛曹、零戦)は潜水艦回収地点に指定されていたニイハウ島に不時着して数日間生存していたが、最終的に零戦を自らの手で処分した後、住民により殺害された。西開地の死はニイハウ島事件として在米日系人社会に影響を与えた。
真珠湾攻撃は戦艦を多数撃沈する戦果を挙げる。一方で太平洋で航空機輸送に従事していた米空母レキシントン (CV-2)、エンタープライズ (CV-6)は不在で攻撃できなかった（真珠湾攻撃時、主力空母5隻(サラトガ、ヨークタウン、ホーネット、ワスプ、レンジャー)はアメリカ本土もしくは大西洋におり、開戦冒頭における米空母の一挙撃滅は当初から実現不可能だった。）。攻撃後は、南雲長官は一航艦参謀長の草鹿龍之介少将の進言もあり、予定通り離脱した。第二航空戦隊司令官山口多聞少将は「第二撃準備完了」と再攻撃をそれとなく催促はしたが、意見具申を勧められると山口は「南雲さんはやらないよ」と言って意見申請まではしなかった。
南雲機動部隊は日本への帰路についた。この間、開戦と同時にウェーク島攻略に向かった攻略部隊（指揮官梶岡定道第六水雷戦隊司令官）は、アメリカ軍の反撃により予想外の被害（疾風、如月沈没）を出して撃退された。このため南雲機動部隊に上陸支援要請があり、第八戦隊司令官阿部弘毅少将指揮下の6隻（第八戦隊《利根、筑摩》、第二航空戦隊《蒼龍、飛龍》、第17駆逐隊第1小隊《谷風、浦風》）は南雲機動部隊から分離、12月18日より南洋部隊（指揮官井上成美中将/第四艦隊司令長官：旗艦「鹿島）の指揮下に入った。
別働隊は第六戦隊(司令官五藤存知少将：第1小隊《青葉《旗艦》、加古》、第2小隊《衣笠、古鷹》)と合流したのち、12月21日、22日、23日の第二次ウェーク島攻略作戦に参加した。飛龍からは12月21日に第一次攻撃隊(艦戦9、艦爆15、艦攻2)計26機、22日に第二次攻撃隊(艦戦3、艦爆17)計20機が発進してウェーク島とアメリカ軍海兵隊を攻撃した。23日にも飛龍から計36機(艦戦12、艦爆6、艦攻18)が波状攻撃を行った。対するアメリカ軍海兵隊は少数兵力ながら奮戦し、22日には2機だけ稼動状態にあったF4Fワイルドキャット戦闘機が日本軍空襲隊（艦戦6、艦攻33）を奇襲して「水平爆撃の至宝」と謡われた金井昇 一飛曹(蒼龍)以下艦攻2機を撃墜している。このF4F隊は田原力 三飛曹の零戦(飛龍制空隊3番機)と空中戦を行って撃墜され、ウェーク島の航空戦力は壊滅した。やがて地上のアメリカ海兵隊も日本軍に圧倒され、降伏している。第二航空戦隊は日本軍の勝利を見届けて12月23日に南洋部隊の指揮下を離れ、12月29日に日本本土に戻った。
1942年（昭和17年）1月7日（8日）、第二航空戦隊は南方部隊に編入された。1月12日、日本を出撃し、パラオ諸島に向かった。1月21日パラオを出港。1月23日、2隻からそれぞれ零戦9機、九九艦爆9機、九七艦攻9機がアンボン攻撃に向かったが天候が不良で、代わりに目標とされたテルナテでも攻撃対象がなかったため攻撃取り止めとなった。翌日、同数でアンボンの兵舎群や砲台を攻撃した。この攻撃で損害はなかった。1月28日、パラオに帰投した。
2月2日、バリクパパンに進出していた「飛龍」の九九式艦上爆撃機のうちの1機が索敵からの帰路オランダ潜水艦「K-XIV」を発見して爆撃している。2月15日、パラオを出港、2月19日にダーウィン空襲に飛龍艦載機計44機(零戦9、艦爆17、艦攻18)が参加し、零戦1機が不時着・未帰還となった。未帰還となった零戦搭乗員豊島一（一等飛行兵）はオーストラリア軍日本人捕虜一号となり、後にカウラ事件(集団脱走事件)の指導者となって自決した。攻撃からの帰投中に「赤城」機が特設巡洋艦1隻を発見し、「蒼龍」と「飛龍」からそれぞれ艦爆9機が発進。「飛龍」の艦爆はフィリピン貨物船「フローレンスD」（2638トン）を沈めた。一方、「蒼龍」の艦爆はアメリカ客船「ドン・イシドロ」（3200トン）を攻撃し、「ドン・イシドロ」はバサースト島に擱坐した。この2隻は物資を積んでフィリピンへ向かおうとしていた船であった。
2月21日、スラウェシ島（セレベス島）南東岸スターリング湾に入港する。2月25日出港し、ジャワ島攻略を支援すべくインド洋へ進出する。任務はジャワから逃走する連合軍艦隊の捕捉撃滅であった。だがスラバヤ沖海戦の結果、米英蘭連合軍艦隊が全滅したため南雲機動部隊の出番はなかった。3月1日、第三戦隊（比叡、霧島）、第八戦隊（利根、筑摩）等と共に飛龍航空隊が給油艦ペコス(USS Pecos, AO-6)、駆逐艦エドサル(USS Edsall, DD-219)を攻撃し、撃沈した。ペコスに対しては九九艦爆9機が午後4時頃に攻撃し、8機が被弾、1機は着艦時に火災事故を起こして投棄された。エドサルに対しては九九艦爆9機が午後6時45分頃に攻撃し、こちらは1機の被弾喪失もなく撃沈している。3月5日、ジャワ島南岸の都市チラチャップ港を空襲して停泊中の船舶を撃沈した。
3月6日10時30分、南雲司令長官は残敵掃蕩を命じ、第二航空戦隊（蒼龍、飛龍）、第三戦隊第2小隊（3番艦金剛型戦艦榛名、4番艦同型金剛）、第17駆逐隊（谷風、浦風、浜風、磯風）の8隻は別働隊を編制、機動部隊本隊から分離した。第二航空戦隊（蒼龍、飛龍）の護衛に17駆第2小隊（浜風、磯風）を残し、4隻（第三戦隊第2小隊《金剛、榛名》、17駆第1小隊《谷風、浦風》）は3月7日早朝にクリスマス島に艦砲射撃を行う。約20分間の砲撃で、イギリス軍守備隊は白旗を掲げた。同日、空母部隊は索敵攻撃を実施、オランダ商船を蒼龍攻撃隊と共同して撃沈した。9日午後2時、飛龍以下8隻は南雲機動部隊主隊と合流、山口司令官から報告を受けた南雲司令長官は『クリスマス島の攻略は小兵力を以て容易に実施可能』と結論づけている。クリスマス島攻略は3月下旬〜4月上旬にかけて実施されたが、その際に第四水雷戦隊旗艦那珂が米潜水艦の雷撃で大破した。
3月11日、機動部隊はスターリング湾に戻った。基地訓練のためトラック島に向かったという回想もある。艦攻搭乗員の金沢によれば、トラック島は南方に向かう航空機の重要中継地点のため満足な訓練ができず、飛龍と共にペリリュー島へ移動したという。その後セレベス島ケンダリー基地に移動し、搭乗員の間に幽霊騒ぎが起きている。西太平洋方面に連合軍は有力な航空兵力も艦艇も配置しておらず、日本軍攻撃隊は目標の選定に迷い、爆弾の捨て場所に困ったほどである。淵田美津雄中佐・総飛行隊長は「戦力に余裕もないのに、こんな道草をしてていいのか」と感じ、淵田が山本五十六凡将論を抱くきっかけとなった。

##### インド洋作戦
3月26日、南雲機動部隊はスターリング湾を出港し、作戦目標も明確でないままインド洋作戦に参加する。4月4日、南雲機動部隊はPBYカタリナ飛行艇に発見され、飛龍零戦隊はイギリス軍飛行艇を共同撃墜した。イギリス軍に発見されたことで当初の奇襲予定が崩れたことを司令部から下士官兵に至るまで誰も深刻にとらえず、敵をおびき出すチャンスだと逸っていたとする意見もある。4月5日、他艦艦載機と共に飛龍零戦9機、艦攻18機がセイロン島コロンボ空襲を行い、英駆逐艦テネドスと仮装巡洋艦ヘクターを撃沈する。また飛龍零戦隊は南雲機動部隊攻撃に向かっていたソードフィッシュ複葉雷撃機複数機（淵田中佐は12機目撃、公刊戦史10機撃墜、飛龍戦闘詳報8機撃墜、英軍記録6機）を発見・撃墜している。空中戦の総合戦果は、日本側公刊戦史によれば57機（スピットファイア戦闘機19、ハリケーン戦闘機27、ソードフィッシュ10）、イギリス軍の記録によればハリケーンとファルマー戦闘機42機が出撃して19機が撃墜され、ソードフィッシュ6機が撃墜、計25機喪失である。スピットファイアはセイロン島に配備されていなかった。この時、淵田美津雄中佐は「第二次攻撃を準備されたし」と南雲機動部隊に打電している。午前11時52分、南雲中将は第五航空戦隊(翔鶴、瑞鶴)に魚雷兵装待機中の九七式艦上攻撃機の魚雷を爆弾に変えるよう命じた。
午後1時過ぎ、コロンボ攻撃隊の収容中に重巡洋利根から発進・索敵中だった九四式水上偵察機（四号機）がイギリス軍巡洋艦2隻を発見し、軽巡阿武隈の水上偵察機も英軍駆逐艦2隻発見を報告する。源田実航空参謀の主張により第二次コロンボ攻撃は中止され、最初の発見報告から2時間後の午後3時に空母部隊（赤城、蒼龍、飛龍）から計53機の九九式艦上爆撃機が発進した。飛龍からは18機である。午後4時38分、攻撃隊は英重巡洋艦コーンウォール、ドーセットシャーに対して攻撃を開始、約17分間の攻撃で2隻を撃沈した。重巡2隻以上のイギリス艦隊を発見できなかった南雲機動部隊は、セイロン島の哨戒圏を南下して離れ、大きく東に迂回しながら北上した。
4月9日にはセイロン島ツマンコリー軍港を空襲、飛龍からの参加機は零戦9、艦攻18だった。続いてセイロン沖海戦に参加し、飛龍攻撃隊(零戦3、艦爆18)は空母ハーミーズ、オーストラリアの駆逐艦ヴァンパイア、コルベットのホリホック、タンカー2隻を共同撃沈した。また南雲機動部隊を奇襲して旗艦赤城に至近弾を与えたウェリントン爆撃機（戦闘詳報や著作によってはブリストル ブレニム）9機を飛龍直衛隊が追撃して4機を撃墜したが、能野澄夫大尉/指揮官が撃墜されて戦死した。さらにハーミーズの空襲隊を護衛して帰投中だった飛龍の零戦隊3機が残るイギリス軍爆撃機を攻撃して1機を撃墜したが、牧野俊夫一飛曹が撃墜されて戦死している。4月9日の南雲機動部隊喪失機は零戦5、艦爆4、艦攻2（1機不時着救助）で、零戦2、艦攻2が飛龍所属機だった。
イギリス軍を相手に勝利を収めた第一航空艦隊は日本への帰路についた。この帰路の途中、セイロン沖海戦で敵の来襲の無い好条件下で兵装転換を行いながら艦攻の出撃が間に合わなかったため、第一航空艦隊は兵装転換の実験を平常航海中に飛龍において実施し、魚雷から250キロ爆弾2個への転換に2時間30分（逆の場合は2時間）、魚雷から800キロ通常爆弾への転換に1時間半（逆の場合は2時間）、魚雷から800キロ徹甲爆弾への転換に2時間半（逆の場合は1時間半）の時間を要するという結果を得た。一方、この実験は危機を察した飛龍の加来艦長が実施したものとして、その結果について報告を受けた南雲司令部が改善命令を出さなかったとする主張もある。飛龍では事態を憂慮した加来艦長が、兵装転換作業の迅速化を図るため整備兵に対し猛訓練を行った。
4月15日、飛龍から零戦5、艦爆4機が第五航空戦隊戦力補強のために移された。4月18日にはアメリカ軍機動部隊によるドーリットル空襲行われ、日本軍は動揺する。第二航空戦隊は台湾沖バシー海峡で米空母追撃命令を受けたが、距離的に無理のある命令だった。4月22日、飛龍は佐世保に帰港した。ドックにてオーバーホール中、南雲機動部隊では大規模な人事異動が強行され、各艦、各航空隊ともに技量が低下してしまう。飛龍では先の兵争転換作業の訓練の結果、陸用爆弾から通常爆弾への転換なら30分で完了するまで短縮したが、それもこの人事異動で振出しに戻ってしまった。5月8日、山口多聞少将以下司令部が移乗し、第二航空戦隊旗艦となった。真珠湾攻撃時の飛龍は航続距離延長のため燃料入りドラム缶を大量に搭載したが、今作戦では機械室上部通路や機関缶室に天井まで届くほどの米俵を積載して作戦に備えた。将校から下士官兵に至るまで緊張感が薄れ、ミッドウェー占領後はトラック補給・ニューカレドニア攻略、ハワイ攻略作戦を行うことが噂されていた。

#### ミッドウェー海戦

##### 沈没前
1942年5月27日、南雲忠一中将指揮のもと、第一航空艦隊(南雲機動部隊)第二航空戦隊旗艦としてミッドウェー海戦に参加すべく日本を出撃した。事前の作戦会議で近藤信竹中将/第二艦隊司令官が「ミッドウェー島占領後の補給維持は可能か」と質問すると、連合艦隊参謀長宇垣纏少将は「補給が不可能なら、守備隊はあらゆる施設を破壊して撤退する」と答え、山本五十六連合艦隊長官は何も言わなかった。
日本時間6月5日、南雲機動部隊（第一航空戦隊《赤城、加賀》、第二航空戦隊《飛龍、蒼龍》、第三戦隊第1小隊《榛名、霧島》、警戒隊《第十戦隊〔長良〕、第10駆逐隊〔夕雲、巻雲、風雲〕、第17駆逐隊〔谷風、浦風、浜風、磯風〕、第4駆逐隊〔嵐、野分、萩風、舞風〕》）はミッドウェー島北西海域に到達した。午前1時30分、南雲機動部隊からミッドウェー島への第一次攻撃隊が発進する。この時の出撃陣容は各空母共に零戦は稼働半数の9機、攻撃機は第一航空戦隊は九九艦爆の稼働全18機、第二航空戦隊は逆に九七艦攻の稼働全18機を出撃させている。このうち九七艦攻1機がエンジン不調で引き返し、5機(2機不時着)がアメリカ軍戦闘機と対空砲火の迎撃で撃墜された。帰艦した機も大なり小なり損傷しており、使用不能機艦攻4、零戦2、修理後使用可能艦攻9、零戦7という状況だった。友永丈市大尉隊長機も右翼のガソリンタンクを撃ち抜かれ、無線機はアメリカ軍戦闘機の12.7mm弾で破壊され、小型黒板を用いて二番機に通信代行を行わせている。アメリカ軍は日本軍の攻撃に備えてミッドウェー基地の防備を強化しており、一度の空襲では戦力を失わなかったのである。そこで友永大尉は南雲司令部に対し「陸上基地第二次攻撃の必要性あり」と連絡する。これを受け南雲司令部はアメリカ軍機動部隊出現に備えて待機させていた第一航空戦隊(赤城、加賀)の九七艦攻を魚雷から陸用爆弾に兵装転換することを命じた。艦攻搭乗員によれば、ネジの止めはずしに細心の注意を要するため、投下器の交換には通常3時間かかるという。また同様に第二航空戦隊に対しても九九艦爆の対艦爆弾を陸用爆弾に変更するよう命令している。

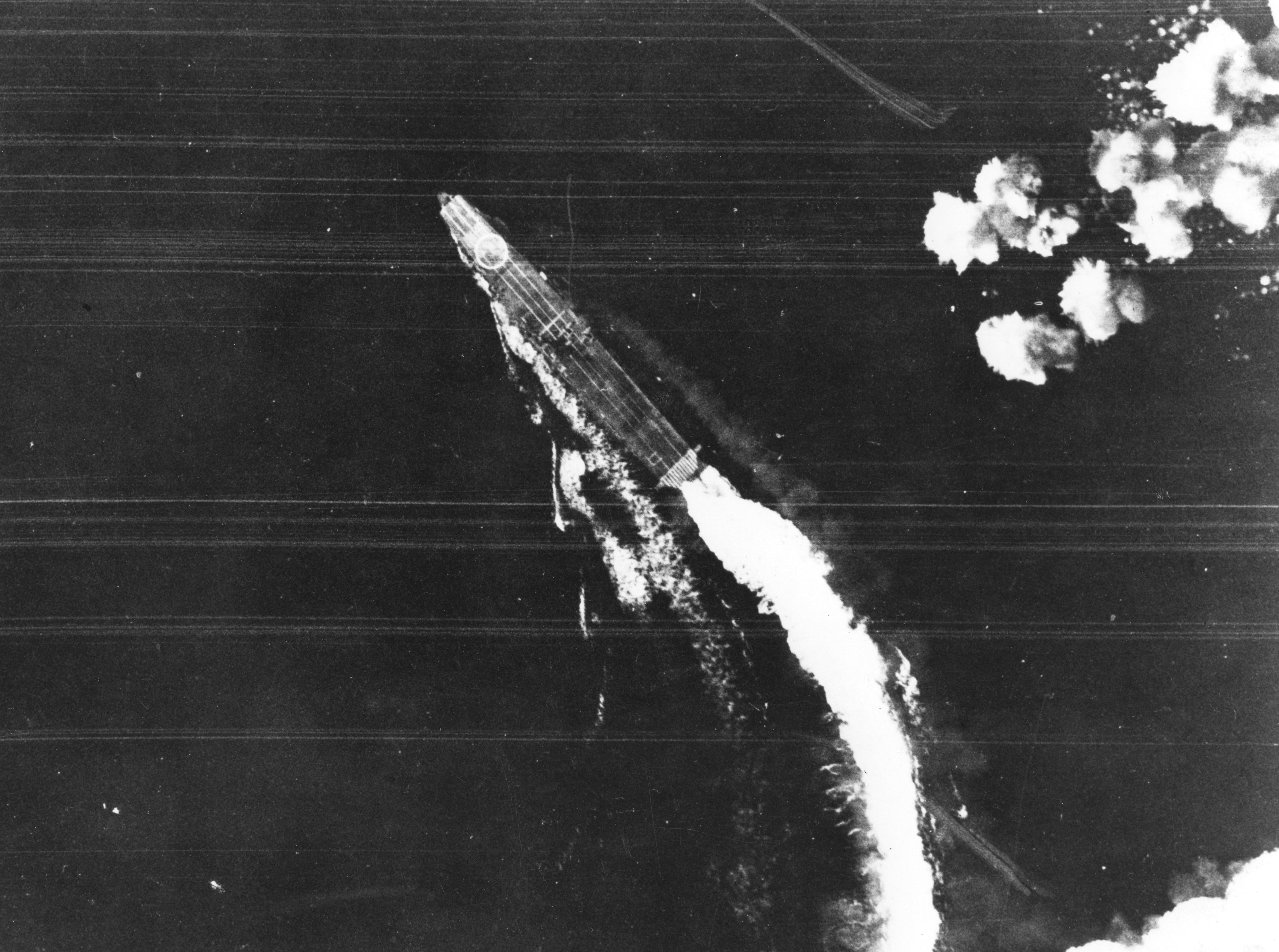
ミッドウェー海戦で、敵機の爆撃を回避する飛龍。飛行甲板後部に“ヒ”の字が確認出来る。

午前4時40分、利根の索敵機が「敵らしきもの10隻みゆ」と報告した。一航艦参謀長草鹿龍之介少将は、空母が付近にいると思うと同時に「敵らしき」だけでは命令の変更には不十分であり、「艦種知らせ」と利根機に指示した。利根からの電報を受ける直前、あるいは受けた後に、飛龍の山口司令官が掌航海長の田村士郎兵曹長に指示して「本朝来種々の敵機来襲にかんがみ、敵機動部隊出撃の算あり。考慮せられたし」という信号文を赤城に送ったという主張もある。午前5時20分、利根の偵察機4号機は敵空母の存在を伝えた。山口少将は、駆逐艦「野分」を中継し、準備を進めている陸用爆弾のままで攻撃隊を即時発進させるべきと第一航空艦隊司令部に意見具申したが、第一航空艦隊司令部は、戦闘機の掩護なしでの攻撃隊発進を躊躇し、さらに第一次攻撃隊の収容を優先したため、山口の進言を却下した。第二航空戦隊(飛龍、蒼龍)は雷装九七艦攻（友永隊）の出撃可能時刻を午前7時30分〜午前8時に準備可能と報告している。
その後、南雲機動部隊はミッドウェー基地から発進した大型爆撃機B-17、急降下爆撃機SB2Uビンジゲーター、SBDドーントレス、雷撃機TBFアベンジャーの波状攻撃を受けた。午前5時頃の空襲では、飛龍から戦死者4名を出した。赤城では「飛龍被弾」と誤認している。各空母が直衛零戦の発進と兵装転換に追われ、特に第一航空戦隊(赤城、加賀)は時間の掛る爆弾から魚雷への兵装転換なので、格納庫には多数の爆弾が乱雑に転がっている状態となり。蒼龍でも帰艦した第一次攻撃隊の九七艦攻に搭載する為に格納庫に揚げられていた魚雷18本があった。アメリカ軍機動部隊攻撃隊は南雲機動部隊に接近した。午前7時30分頃、赤城、加賀、蒼龍の3空母はSBDドーントレス急降下爆撃機の奇襲により被弾、格納庫内の魚雷・爆弾に誘爆して一挙に戦闘不能となった。
飛龍はアメリカ軍機動部隊の雷撃隊の攻撃を受け、三空母（赤城、加賀、蒼龍）から離れていった。これは左舷艦橋故の航行序列が幸いし、雷撃隊の来襲方向とその退避行動により他の母艦から左舷方向へ離れる進路をとる事となる、そしてその進路方向にあるスコールへ逃れようと移動した為に更に距離が大きく開き、後の急降下爆撃隊の攻撃を南雲機動部隊空母4隻中1隻だけ免れる事となった。山口多聞少将は飛龍乗組員に対し「飛龍を除く三艦は被害を受け、とくに蒼龍は激しく炎上中である。帝国の栄光のため戦いを続けるのは、一に飛龍にかかっている」と宣言した。午前8時、小林道雄大尉指揮のもと、九九艦爆18機（250kg通常爆弾12、陸用爆弾8）、零戦5又は6機が発進し（5又は6機なのは文献及びそのページによって記載数が違う）米空母ヨークタウンを攻撃する。爆弾3発命中(日本軍記録6発命中)により中破させるが、小林隊長を含む艦爆13機、零戦4機(不時着1)を失う。被弾による使用不能艦爆1、修理後使用可能艦爆2、零戦1だった。午前11時30分に発進した飛龍第三次攻撃隊は加来艦長より「お前たちだけ死なせやせん」と訓示を受け、友永大尉指揮のもと九七艦攻10機・零戦6機が出撃。再びヨークタウンを攻撃し、魚雷3本の命中を記録（アメリカ軍記録2本）して航行不能とした。そのかわり、友永隊長を含む艦攻5、零戦3(不時着1)が撃墜され、使用不能艦攻4、修理後使用可能艦攻1、零戦3という損害を出す。飛龍上空の直衛戦闘でも零戦5機(不時着1)を失い、被弾した三空母から零戦や艦攻を受け入れたものの、飛龍の航空戦力は消耗しきっていた。
日本軍は、空母蒼龍から発進した十三試艦上爆撃機(艦上爆撃機「彗星」試作機を偵察機に改造した機体)の偵察結果や、第4駆逐隊(司令有賀幸作大佐)の駆逐艦嵐捕虜尋問結果報告から、アメリカ軍の空母戦力が空母3隻（エンタープライズ、ホーネット、ヨークタウン）であることを知った。さらに飛龍攻撃隊が二度ヨークタウンを攻撃した事に気づかず、別の空母を撃沈・撃破したと錯覚したため、残る米空母は1隻と判断している。山口少将は飛龍第三次攻撃隊を準備させたが、残存戦力は零戦10、艦爆5、艦攻4しかなかった。昼間強襲をあきらめた山口少将は薄暮攻撃を決定し、前述の十三試艦爆が索敵のため飛龍の飛行甲板で発進準備にとりかかった。周囲を第三戦隊（榛名、霧島）、第八戦隊（重巡洋艦筑摩《第八戦隊旗艦》、利根）、軽巡洋艦長良(第十戦隊旗艦、南雲忠一中将、草鹿龍之介参謀長乗艦)が囲み、防御を固めた。これに対し、空母ヨークタウンの偵察機は「空母1、戦艦1、重巡2、駆逐艦4」の艦隊発見と位置情報を打電し、アメリカ軍攻撃隊の誘導を行った。

##### 沈没
日本時間6月5日午後2時3-5分、飛龍はエンタープライズとヨークタウン(艦載機のみエンタープライズに移動)のSBDドーントレス急降下爆撃機24機の集中攻撃を受け、1,000ポンド爆弾4発を被弾した。前部エレベーターは最初の命中弾で吹き飛ばされて艦橋の前に突き刺さったが、一種の防護壁となって残り、爆弾命中時の爆風から艦橋を守った。続いてホーネットのSBDドーントレス14機、B-17爆撃機12機が炎上する飛龍や護衛艦（榛名、利根、筑摩）を攻撃したが命中弾はなかった。
当初、飛龍はタービン4基正常、ボイラー8罐のうち5罐は正常で、機関科は速力30ノット可能と報告した。ところが舵駆動用モーターが停止し、バッテリーに切り換えたところで機関室と艦橋との電話が通じなくなる。これは電話と舵取りバッテリーが同じ電源を使っていたためだった。艦橋にいた機関参謀からの最後の電話は「何か言い残すことはないか」であり、機関科員は愕然としたという。戦闘詳報は、「機関部は最後迄電話連絡可能にして機関長海軍機関中佐 相宗邦造以下最後迄努力し従容として死に趣く」と表現している。機関科乗組員はなんとか艦上部へ出ようとしたが、通路に積み上げられた米俵が炎上し、艦橋への連絡に失敗している。艦幹部も決死隊を編成して機関室への連絡を試みたが、こちらも失敗したという。火災による熱のため右舷機関は放棄されたが、機関科兵は左舷機関室に移動して任務を継続している。
午後6時30分頃より第八戦隊(筑摩、利根)、第10駆逐隊の放水消火活動が開始され、艦内部に延焼した火災の消火に手間取っていたところ、午後8時58分に再び爆発が起きた。第三戦隊（榛名、霧島）による曳航も検討されたが、飛龍前部の損傷が激しいため中止されたという。午後10時、駆逐艦巻雲が飛龍に横付けして負傷者と御真影(昭和天皇の写真)を引き取る。加来艦長は消火に努力していたが、機関科全滅の報告(誤報)を受けて飛龍の放棄を決定した。午後11時50分、軍艦旗降下。6月6日午前0時15分、総員退去命令が出る。生存者は第10駆逐隊（司令阿部俊雄大佐：巻雲、風雲）に移り、午前1時30分に移乗完了した。山口少将と加来艦長が残っていると見られたまま、午前2時10分駆逐艦巻雲の発射した魚雷2本のうち1本が命中する。生存者の中からは、戦闘能力を失った飛龍が米艦によって曳航されて、そのまま拿捕されれば一層の恥になるとして自軍艦に撃沈されたのではないかと見る声がある。第10駆逐隊は飛龍の沈没を見届けず、西方に退避した。機関科生存者の証言によれば命中から沈没まで2時間以上かかったという。戦闘詳報による沈没位置北緯31度27分5秒 東経179度23分5秒 / 北緯31.45139度 東経179.38472度。のちに飛龍生存者は戦艦榛名や霧島に移り、日本本土へ戻っている。

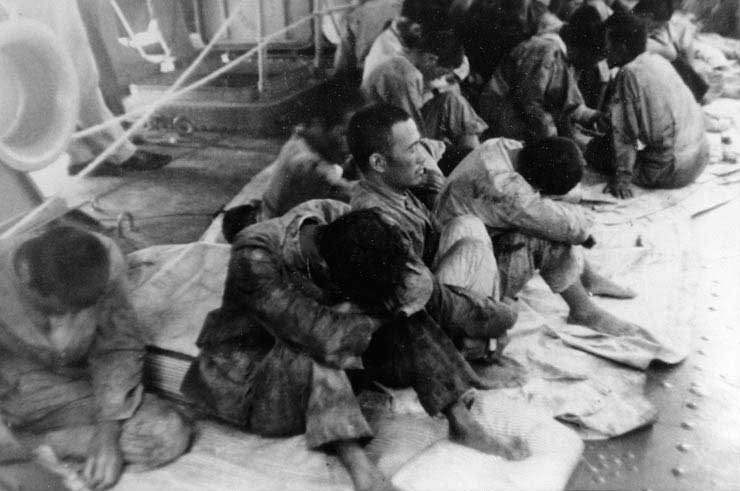
脱出後救助された機関科兵　USSバラードにて

数時間後、山本五十六連合艦隊司令長官（戦艦大和座乗）率いる第一艦隊の空母鳳翔から偵察に飛来した九六式艦上攻撃機が、漂流する飛龍および飛行甲板にたたずむ人影を発見し、帰艦後「飛龍に人影があり帽子を振っていた」と報告する。これをうけた軽巡長良艦上の南雲中将は、第17駆逐隊（谷風）に生存者の救出と飛龍処分を命ずるが、谷風は途中アメリカ軍機の集中攻撃を受けて現場到達へ遅延を生じ、飛龍も脱出した艇も発見することができなかった。なお、鳳翔艦攻が見た人影は、飛龍と運命を共にした山口少将と加来止男飛龍艦長だといわれていたが、生還者の証言により池田幸一三等機関兵曹、岡田伊勢吉三等整備兵の両名であることが判明している。機関部から脱出した100名以上のうち、39名(漂流中に5名死亡)は食糧と水を積み込んだカッターボートで飛龍を離れた。日本時間6月6日午前6時6-15分、飛龍は左舷に傾きつつ艦首から沈んでいった。機関科脱出者達は15日間漂流したのち、アメリカ軍哨戒機に発見される。飛龍の軍艦旗はカッターボートに持ち込まれていたが、彼等が捕虜になる前に海中へ投棄された。現場に到着した水上機母艦「バラード」は34名を救助、飛龍の救命ボートがわずかしかなかった事に対し、アメリカ軍は「救命用具がまったくない状態というのは、国家による重要な人命軽視であると思われる」と報告した。
これらアメリカ軍に救助された飛龍乗組員36人は、アメリカ本国のリビングストン収容所へ送られた。
ミッドウェー海戦時の飛龍に乗り組んでいた実員は不明だが、飛龍の定員は准士官以上95名、下士官兵1315名、傭人6名、計1,416名である。これに第二航空戦隊司令部員23名と航空機搭乗員、ミッドウェー基地占領の場合、基地要員として赴任予定の便乗者が乗艦していた。飛龍の戦死者は戦闘詳報によると山口司令官、加来艦長ら准士官以上30名、下士官兵387名の計417名であるが、上記の機関科兵34名がアメリカ軍の捕虜となり、相宗邦造(飛龍機関長)海軍中佐以下9名は、重巡古鷹（サボ島沖海戦で沈没）や戦艦霧島（第三次ソロモン海戦で沈没）生存者と共に、捕虜尋問所「トレイシー」へ移送された。また2度のヨークタウン攻撃で多くの損害を出した飛龍搭載機搭乗員の戦死者は機上64名、艦上8名の合わせて72名（戦闘機11名、艦爆27名、艦攻34名）に上り、同海戦で日本海軍が喪失した4空母中、群を抜いている（赤城7名、加賀21名、蒼龍10名）。飛龍は海戦参加の日本空母中、最も搭載機搭乗員の戦死者が多かった艦となった。
7月14日、第一航空艦隊が解隊されて第三艦隊が新たに編成され、「飛龍」は「赤城」とともに第三艦隊附属とされた。2隻が第三艦隊に加えられたのは喪失秘匿のためであった。
飛龍の慰霊碑が長崎県佐世保市の旧海軍墓地東公園にある。

## 艦長
艤装員長
1. （兼）城島高次 大佐：1938年8月10日[43] - 12月15日[44]
2. 竹中龍造 大佐：1938年12月15日[44] - 1939年4月1日[45]

艦長
1. 竹中龍造 大佐：1939年4月1日[45] - 1939年11月15日[49]
2. 横川市平 大佐：1939年11月15日[50] - 1940年11月15日[55]
3. 矢野志加三 大佐：1940年11月15日[55] - 1941年9月8日[67]
4. 加来止男 大佐：1941年9月8日[67] - 1942年6月6日戦死（少将に進級）[220]

## 登場作品

### 映画
『ハワイ・ミッドウェイ大海空戦 太平洋の嵐』
「飛龍」乗員の視点から見た太平洋戦争前期（真珠湾攻撃からミッドウェイ海戦まで）を描いた作品。
撮影には、千葉県の勝浦海岸に1/1スケールで作られた「飛龍」のオープンセットの他、自走可能な全長13mのミニチュアが使用されている。
『ミッドウェイ』

### 漫画
『ドリフターズ』
座礁した状態で登場。山口多聞と共に召喚された。